# Copa J. League 1999
La Copa J. League 1999, también conocida como Copa Yamazaki Nabisco ’99 por motivos de patrocinio, fue la 24.ª edición de la Copa de la Liga de Japón y la 7.ª edición bajo el actual formato.
El campeón fue Kashiwa Reysol, tras vencer en la final a Kashima Antlers. De esta manera, el conjunto de la prefectura de Chiba se consagró por primera vez en este torneo.

## Formato de competición
- Formaron parte del torneo los 26 equipos que participaron de la J. League Division 1 1999 y la J. League Division 2 1999.
- Todas las rondas fueron eliminatorias.
- De la primera ronda a semifinales se enfrentaron en serie de dos partidos, a ida y vuelta. En caso de igualdad en el total de goles, se realizaría una prórroga con gol de oro. De continuar la igualdad en el marcador global, se realizaría una tanda de penales.
- La final se jugó a un solo partido. En caso de empate en los 90 minutos se haría una prórroga con gol de oro; si aún persistía la igualdad se ejecutaría una tanda de penales.

## Calendario
| Etapa      | Ronda            | Ida                      | Vuelta                 | Observaciones |
| ---------- | ---------------- | ------------------------ | ---------------------- | --- |
| Fase final | Primera ronda    | 7 de abril de 1999       | 14 de abril de 1999    | Sin observaciones |
| Fase final | Segunda ronda    | 12 de julio de 1999      | 19 de julio de 1999    | Inicio de participación de Júbilo Iwata, Shimizu S-Pulse, Nagoya Grampus Eight, JEF United Ichihara, Kashima Antlers y Urawa Red Diamonds |
| Fase final | Cuartos de final | 20 de julio de 1999      | 24 de julio de 1999    | Participación de los ganadores de la segunda ronda                                                                                        |
| Fase final | Semifinales      | 29 de septiembre de 1999 | 6 de octubre de 1999   | Participación de los ganadores de los cuartos de final                                                                                    |
| Fase final | Final            | 3 de noviembre de 1999   | 3 de noviembre de 1999 | Participación de los ganadores de las semifinales                                                                                         |

## Fase final

### Cuadro de desarrollo
|  | Primera ronda       | Primera ronda          | Primera ronda        |       |                       | Segunda ronda    | Segunda ronda    | Segunda ronda    |  |                        | Cuartos de final | Cuartos de final | Cuartos de final |  |                       | Semifinales                     | Semifinales                     | Semifinales                     |  |                    | Final          | Final          |  |
|  | 7 y 14 de abril     | 7 y 14 de abril        | 7 y 14 de abril      |       |                       | 12 y 19 de junio | 12 y 19 de junio | 12 y 19 de junio |  |                        | 20 y 24 de julio | 20 y 24 de julio | 20 y 24 de julio |  |                       | 29 de septiembre y 6 de octubre | 29 de septiembre y 6 de octubre | 29 de septiembre y 6 de octubre |  |                    | 3 de noviembre | 3 de noviembre |  |
|  |                     |                        |                      |       |                       |                  |                  |                  |  |                        |                  |                  |                  |  |                       |                                 |                                 |                                 |  |                    |                |                |  |
|  |                     |                        |                      |       |                       |                  |                  |                  |  |                        |                  |                  |                  |  |                       |                                 |                                 |                                 |  |                    |                |                |  |
|  |                     |                        |                      |       |                       |                  |                  |                  |  |                        |                  |                  |                  |  |                       |                                 |                                 |                                 |  |                    |                |                |  |
|  |                     |                        |                      |       |                       |                  |                  |                  |  |                        |                  |                  |                  |  |                       |                                 |                                 |                                 |  |                    |                |                |  |
|  |                     |                        |                      |       |                       |                  |                  |                  |  |                        |                  |                  |                  |  |                       |                                 |                                 |                                 |  |                    |                |                |  |
|  |                     | Júbilo Iwata           | 1                    | 1     |                       |                  |                  |                  |  |                        |                  |                  |                  |  |                       |                                 |                                 |                                 |  |                    |                |                |  |
|  |                     |                        |                      | 1     |                       |                  |                  |                  |  |                        |                  |                  |                  |  |                       |                                 |                                 |                                 |  |                    |                |                |  |
|  |                     |                        | Avispa Fukuoka       | 1     | 0                     |                  |                  |                  |  |                        |                  |                  |                  |  |                       |                                 |                                 |                                 |  |                    |                |                |  |
|  | Avispa Fukuoka      | 0                      | Avispa Fukuoka       | 1     | 0                     | 3                |                  |                  |  |                        |                  |                  |                  |  |                       |                                 |                                 |                                 |  |                    |                |                |  |
|  | Avispa Fukuoka      | 0                      |                      |       |                       |                  |                  |                  |  |                        |                  |                  |                  |  |                       |                                 |                                 |                                 |  |                    |                |                |  |
|  | Consadole Sapporo   | 1                      | 0                    |       |                       |                  |                  |                  |  |                        |                  |                  |                  |  |                       |                                 |                                 |                                 |  |                    |                |                |  |
|  | Consadole Sapporo   | 1                      | 0                    |       |                       |                  |                  |                  |  | Júbilo Iwata           | 1                | 0                |                  |  |                       |                                 |                                 |                                 |  |                    |                |                |  |
|  |                     |                        |                      |       |                       |                  |                  |                  |  | Júbilo Iwata           | 1                | 0                |                  |  |                       |                                 |                                 |                                 |  |                    |                |                |  |
|  |                     |                        | Kashiwa Reysol       | 1     | 2                     |                  |                  |                  |  |                        |                  |                  |                  |  |                       |                                 |                                 |                                 |  |                    |                |                |  |
|  | Kashiwa Reysol      | 3                      | Kashiwa Reysol       | 1     | 2                     | 2                |                  |                  |  |                        |                  |                  |                  |  |                       |                                 |                                 |                                 |  |                    |                |                |  |
|  | Kashiwa Reysol      | 3                      |                      |       |                       |                  |                  |                  |  |                        |                  |                  |                  |  |                       |                                 |                                 |                                 |  |                    |                |                |  |
|  | Albirex Niigata     | 0                      | 0                    |       |                       |                  |                  |                  |  |                        |                  |                  |                  |  |                       |                                 |                                 |                                 |  |                    |                |                |  |
|  | Albirex Niigata     | 0                      | 0                    |       | Kashiwa Reysol (t.s.) | 2                | 1                |                  |  |                        |                  |                  |                  |  |                       |                                 |                                 |                                 |  |                    |                |                |  |
|  |                     |                        |                      |       | Kashiwa Reysol (t.s.) | 2                | 1                |                  |  |                        |                  |                  |                  |  |                       |                                 |                                 |                                 |  |                    |                |                |  |
|  |                     |                        | Cerezo Osaka         | 0     | 2                     |                  |                  |                  |  |                        |                  |                  |                  |  |                       |                                 |                                 |                                 |  |                    |                |                |  |
|  | Cerezo Osaka        | 3                      | Cerezo Osaka         | 0     | 2                     | 2                |                  |                  |  |                        |                  |                  |                  |  |                       |                                 |                                 |                                 |  |                    |                |                |  |
|  | Cerezo Osaka        | 3                      |                      |       |                       |                  |                  |                  |  |                        |                  |                  |                  |  |                       |                                 |                                 |                                 |  |                    |                |                |  |
|  | Sagan Tosu          | 0                      | 0                    |       |                       |                  |                  |                  |  |                        |                  |                  |                  |  |                       |                                 |                                 |                                 |  |                    |                |                |  |
|  | Sagan Tosu          | 0                      | 0                    |       |                       |                  |                  |                  |  |                        |                  |                  |                  |  | Kashiwa Reysol (t.s.) | 3                               | 1                               |                                 |  |                    |                |                |  |
|  |                     |                        |                      |       |                       |                  |                  |                  |  |                        |                  |                  |                  |  | Kashiwa Reysol (t.s.) | 3                               | 1                               |                                 |  |                    |                |                |  |
|  |                     |                        | Nagoya Grampus Eight | 1     | 2                     |                  |                  |                  |  |                        |                  |                  |                  |  |                       |                                 |                                 |                                 |  |                    |                |                |  |
|  |                     |                        | Nagoya Grampus Eight | 1     | 2                     |                  |                  |                  |  |                        |                  |                  |                  |  |                       |                                 |                                 |                                 |  |                    |                |                |  |
|  |                     |                        |                      |       |                       |                  |                  |                  |  |                        |                  |                  |                  |  |                       |                                 |                                 |                                 |  |                    |                |                |  |
|  |                     |                        |                      |       |                       |                  |                  |                  |  |                        |                  |                  |                  |  |                       |                                 |                                 |                                 |  |                    |                |                |  |
|  |                     | Shimizu S-Pulse (t.s.) | 0                    | 2     |                       |                  |                  |                  |  |                        |                  |                  |                  |  |                       |                                 |                                 |                                 |  |                    |                |                |  |
|  |                     |                        |                      | 2     |                       |                  |                  |                  |  |                        |                  |                  |                  |  |                       |                                 |                                 |                                 |  |                    |                |                |  |
|  |                     |                        | Kyoto Purple Sanga   | 1     | 0                     |                  |                  |                  |  |                        |                  |                  |                  |  |                       |                                 |                                 |                                 |  |                    |                |                |  |
|  | Kyoto Purple Sanga  | 5                      | Kyoto Purple Sanga   | 1     | 0                     | 4                |                  |                  |  |                        |                  |                  |                  |  |                       |                                 |                                 |                                 |  |                    |                |                |  |
|  | Kyoto Purple Sanga  | 5                      |                      |       |                       |                  |                  |                  |  |                        |                  |                  |                  |  |                       |                                 |                                 |                                 |  |                    |                |                |  |
|  | Montedio Yamagata   | 0                      | 1                    |       |                       |                  |                  |                  |  |                        |                  |                  |                  |  |                       |                                 |                                 |                                 |  |                    |                |                |  |
|  | Montedio Yamagata   | 0                      | 1                    |       |                       |                  |                  |                  |  | Shimizu S-Pulse        | 2                | 0                |                  |  |                       |                                 |                                 |                                 |  |                    |                |                |  |
|  |                     |                        |                      |       |                       |                  |                  |                  |  | Shimizu S-Pulse        | 2                | 0                |                  |  |                       |                                 |                                 |                                 |  |                    |                |                |  |
|  |                     |                        | Nagoya Grampus Eight | 3     | 0                     |                  |                  |                  |  |                        |                  |                  |                  |  |                       |                                 |                                 |                                 |  |                    |                |                |  |
|  |                     |                        | Nagoya Grampus Eight | 3     | 0                     |                  |                  |                  |  |                        |                  |                  |                  |  |                       |                                 |                                 |                                 |  |                    |                |                |  |
|  |                     |                        |                      |       |                       |                  |                  |                  |  |                        |                  |                  |                  |  |                       |                                 |                                 |                                 |  |                    |                |                |  |
|  |                     |                        |                      |       |                       |                  |                  |                  |  |                        |                  |                  |                  |  |                       |                                 |                                 |                                 |  |                    |                |                |  |
|  |                     | Nagoya Grampus Eight   | 3                    | 4     |                       |                  |                  |                  |  |                        |                  |                  |                  |  |                       |                                 |                                 |                                 |  |                    |                |                |  |
|  |                     |                        |                      | 4     |                       |                  |                  |                  |  |                        |                  |                  |                  |  |                       |                                 |                                 |                                 |  |                    |                |                |  |
|  |                     |                        | Verdy Kawasaki       | 0     | 2                     |                  |                  |                  |  |                        |                  |                  |                  |  |                       |                                 |                                 |                                 |  |                    |                |                |  |
|  | Verdy Kawasaki      | 2                      | Verdy Kawasaki       | 0     | 2                     | 1                |                  |                  |  |                        |                  |                  |                  |  |                       |                                 |                                 |                                 |  |                    |                |                |  |
|  | Verdy Kawasaki      | 2                      |                      |       |                       |                  |                  |                  |  |                        |                  |                  |                  |  |                       |                                 |                                 |                                 |  |                    |                |                |  |
|  | Ventforet Kofu      | 0                      | 1                    |       |                       |                  |                  |                  |  |                        |                  |                  |                  |  |                       |                                 |                                 |                                 |  |                    |                |                |  |
|  | Ventforet Kofu      | 0                      | 1                    |       |                       |                  |                  |                  |  |                        |                  |                  |                  |  |                       |                                 |                                 |                                 |  | Kashiwa Reysol (p) | 2 (5)          |                |  |
|  |                     |                        |                      |       |                       |                  |                  |                  |  |                        |                  |                  |                  |  |                       |                                 |                                 |                                 |  | Kashiwa Reysol (p) | 2 (5)          |                |  |
|  |                     |                        | Kashima Antlers      | 2 (4) |                       |                  |                  |                  |  |                        |                  |                  |                  |  |                       |                                 |                                 |                                 |  |                    |                |                |  |
|  |                     |                        | Kashima Antlers      | 2 (4) |                       |                  |                  |                  |  |                        |                  |                  |                  |  |                       |                                 |                                 |                                 |  |                    |                |                |  |
|  |                     |                        |                      |       |                       |                  |                  |                  |  |                        |                  |                  |                  |  |                       |                                 |                                 |                                 |  |                    |                |                |  |
|  |                     |                        |                      |       |                       |                  |                  |                  |  |                        |                  |                  |                  |  |                       |                                 |                                 |                                 |  |                    |                |                |  |
|  |                     | JEF United Ichihara    | 2                    | 1     |                       |                  |                  |                  |  |                        |                  |                  |                  |  |                       |                                 |                                 |                                 |  |                    |                |                |  |
|  |                     |                        |                      | 1     |                       |                  |                  |                  |  |                        |                  |                  |                  |  |                       |                                 |                                 |                                 |  |                    |                |                |  |
|  |                     |                        | F.C. Tokyo           | 1     | 4                     |                  |                  |                  |  |                        |                  |                  |                  |  |                       |                                 |                                 |                                 |  |                    |                |                |  |
|  | Vissel Kobe         | 1                      | F.C. Tokyo           | 1     | 4                     | 1                |                  |                  |  |                        |                  |                  |                  |  |                       |                                 |                                 |                                 |  |                    |                |                |  |
|  | Vissel Kobe         | 1                      |                      |       |                       |                  |                  |                  |  |                        |                  |                  |                  |  |                       |                                 |                                 |                                 |  |                    |                |                |  |
|  | F.C. Tokyo (t.s.)   | 1                      | 2                    |       |                       |                  |                  |                  |  |                        |                  |                  |                  |  |                       |                                 |                                 |                                 |  |                    |                |                |  |
|  | F.C. Tokyo (t.s.)   | 1                      | 2                    |       |                       |                  |                  |                  |  | F.C. Tokyo             | 3                | 0                |                  |  |                       |                                 |                                 |                                 |  |                    |                |                |  |
|  |                     |                        |                      |       |                       |                  |                  |                  |  | F.C. Tokyo             | 3                | 0                |                  |  |                       |                                 |                                 |                                 |  |                    |                |                |  |
|  |                     |                        | Yokohama F. Marinos  | 0     | 2                     |                  |                  |                  |  |                        |                  |                  |                  |  |                       |                                 |                                 |                                 |  |                    |                |                |  |
|  | Yokohama F. Marinos | 1                      | Yokohama F. Marinos  | 0     | 2                     | 3                |                  |                  |  |                        |                  |                  |                  |  |                       |                                 |                                 |                                 |  |                    |                |                |  |
|  | Yokohama F. Marinos | 1                      |                      |       |                       |                  |                  |                  |  |                        |                  |                  |                  |  |                       |                                 |                                 |                                 |  |                    |                |                |  |
|  | Omiya Ardija        | 1                      | 0                    |       |                       |                  |                  |                  |  |                        |                  |                  |                  |  |                       |                                 |                                 |                                 |  |                    |                |                |  |
|  | Omiya Ardija        | 1                      | 0                    |       | Yokohama F. Marinos   | 3                | 1                |                  |  |                        |                  |                  |                  |  |                       |                                 |                                 |                                 |  |                    |                |                |  |
|  |                     |                        |                      |       | Yokohama F. Marinos   | 3                | 1                |                  |  |                        |                  |                  |                  |  |                       |                                 |                                 |                                 |  |                    |                |                |  |
|  |                     |                        | Sanfrecce Hiroshima  | 2     | 0                     |                  |                  |                  |  |                        |                  |                  |                  |  |                       |                                 |                                 |                                 |  |                    |                |                |  |
|  | Sanfrecce Hiroshima | 2                      | Sanfrecce Hiroshima  | 2     | 0                     | 4                |                  |                  |  |                        |                  |                  |                  |  |                       |                                 |                                 |                                 |  |                    |                |                |  |
|  | Sanfrecce Hiroshima | 2                      |                      |       |                       |                  |                  |                  |  |                        |                  |                  |                  |  |                       |                                 |                                 |                                 |  |                    |                |                |  |
|  | Vegalta Sendai      | 1                      | 1                    |       |                       |                  |                  |                  |  |                        |                  |                  |                  |  |                       |                                 |                                 |                                 |  |                    |                |                |  |
|  | Vegalta Sendai      | 1                      | 1                    |       |                       |                  |                  |                  |  |                        |                  |                  |                  |  | F.C. Tokyo            | 0                               | 1                               |                                 |  |                    |                |                |  |
|  |                     |                        |                      |       |                       |                  |                  |                  |  |                        |                  |                  |                  |  | F.C. Tokyo            | 0                               | 1                               |                                 |  |                    |                |                |  |
|  |                     |                        | Kashima Antlers      | 2     | 1                     |                  |                  |                  |  |                        |                  |                  |                  |  |                       |                                 |                                 |                                 |  |                    |                |                |  |
|  |                     |                        | Kashima Antlers      | 2     | 1                     |                  |                  |                  |  |                        |                  |                  |                  |  |                       |                                 |                                 |                                 |  |                    |                |                |  |
|  |                     |                        |                      |       |                       |                  |                  |                  |  |                        |                  |                  |                  |  |                       |                                 |                                 |                                 |  |                    |                |                |  |
|  |                     |                        |                      |       |                       |                  |                  |                  |  |                        |                  |                  |                  |  |                       |                                 |                                 |                                 |  |                    |                |                |  |
|  |                     | Kashima Antlers        | 1                    | 1     |                       |                  |                  |                  |  |                        |                  |                  |                  |  |                       |                                 |                                 |                                 |  |                    |                |                |  |
|  |                     |                        |                      | 1     |                       |                  |                  |                  |  |                        |                  |                  |                  |  |                       |                                 |                                 |                                 |  |                    |                |                |  |
|  |                     |                        | Gamba Osaka          | 1     | 0                     |                  |                  |                  |  |                        |                  |                  |                  |  |                       |                                 |                                 |                                 |  |                    |                |                |  |
|  | Gamba Osaka         | 3                      | Gamba Osaka          | 1     | 0                     | 0                |                  |                  |  |                        |                  |                  |                  |  |                       |                                 |                                 |                                 |  |                    |                |                |  |
|  | Gamba Osaka         | 3                      |                      |       |                       |                  |                  |                  |  |                        |                  |                  |                  |  |                       |                                 |                                 |                                 |  |                    |                |                |  |
|  | Kawasaki Frontale   | 1                      | 1                    |       |                       |                  |                  |                  |  |                        |                  |                  |                  |  |                       |                                 |                                 |                                 |  |                    |                |                |  |
|  | Kawasaki Frontale   | 1                      | 1                    |       |                       |                  |                  |                  |  | Kashima Antlers (t.s.) | 0                | 3                |                  |  |                       |                                 |                                 |                                 |  |                    |                |                |  |
|  |                     |                        |                      |       |                       |                  |                  |                  |  | Kashima Antlers (t.s.) | 0                | 3                |                  |  |                       |                                 |                                 |                                 |  |                    |                |                |  |
|  |                     |                        | Urawa Red Diamonds   | 2     | 0                     |                  |                  |                  |  |                        |                  |                  |                  |  |                       |                                 |                                 |                                 |  |                    |                |                |  |
|  |                     |                        | Urawa Red Diamonds   | 2     | 0                     |                  |                  |                  |  |                        |                  |                  |                  |  |                       |                                 |                                 |                                 |  |                    |                |                |  |
|  |                     |                        |                      |       |                       |                  |                  |                  |  |                        |                  |                  |                  |  |                       |                                 |                                 |                                 |  |                    |                |                |  |
|  |                     |                        |                      |       |                       |                  |                  |                  |  |                        |                  |                  |                  |  |                       |                                 |                                 |                                 |  |                    |                |                |  |
|  |                     | Urawa Red Diamonds     | 0                    | 3     |                       |                  |                  |                  |  |                        |                  |                  |                  |  |                       |                                 |                                 |                                 |  |                    |                |                |  |
|  |                     |                        |                      | 3     |                       |                  |                  |                  |  |                        |                  |                  |                  |  |                       |                                 |                                 |                                 |  |                    |                |                |  |
|  |                     |                        | Oita Trinita         | 1     | 1                     |                  |                  |                  |  |                        |                  |                  |                  |  |                       |                                 |                                 |                                 |  |                    |                |                |  |
|  | Bellmare Hiratsuka  | 1                      | Oita Trinita         | 1     | 1                     | 0                |                  |                  |  |                        |                  |                  |                  |  |                       |                                 |                                 |                                 |  |                    |                |                |  |
|  | Bellmare Hiratsuka  | 1                      |                      |       |                       |                  |                  |                  |  |                        |                  |                  |                  |  |                       |                                 |                                 |                                 |  |                    |                |                |  |
|  | Oita Trinita        | 2                      | 0                    |       |                       |                  |                  |                  |  |                        |                  |                  |                  |  |                       |                                 |                                 |                                 |  |                    |                |                |  |
|  | Oita Trinita        | 2                      | 0                    |       |                       |                  |                  |                  |  |                        |                  |                  |                  |  |                       |                                 |                                 |                                 |  |                    |                |                |  |
|  |                     |                        |                      |       |                       |                  |                  |                  |  |                        |                  |                  |                  |  |                       |                                 |                                 |                                 |  |                    |                |                |  |

- En primera ronda, segunda ronda, cuartos de final y semifinales, el equipo de arriba es el que ejerció la localía en el partido de vuelta.
- Los horarios de los partidos corresponden al huso horario de Japón: (UTC+9)

### Primera ronda
| 7 de abril de 1999, 13:03 | Consadole Sapporo | 1:0 (0:0) | Avispa Fukuoka | Estadio Muroran Irie, Muroran                               |                                                             |
|                           | Fukagawa 53'      | Reporte   |                | Asistencia: 1.854 espectadores Árbitro(s): Pirom Un-prasert | Asistencia: 1.854 espectadores Árbitro(s): Pirom Un-prasert |

| 14 de abril de 1999, 19:01 | Avispa Fukuoka                           | 3:0 (1:0) | Consadole Sapporo | Estadio Atlético Hakatanomori, Fukuoka                        |                                                               |
|                            | Ishimaru 14' · Villamayor 77' · Ueno 87' | Reporte   |                   | Asistencia: 4.022 espectadores Árbitro(s): Kazuhiko Matsumura | Asistencia: 4.022 espectadores Árbitro(s): Kazuhiko Matsumura |

| 7 de abril de 1999, 18:00 | Albirex Niigata | 0:3 (0:0) | Kashiwa Reysol                               | Estadio Atlético, Niigata                                |                                                          |
|                           |                 | Reporte   | Stoichkov 65' · Sunakawa 73' · M.B. Hong 78' | Asistencia: 1.959 espectadores Árbitro(s): Naotsugu Fuse | Asistencia: 1.959 espectadores Árbitro(s): Naotsugu Fuse |

| 14 de abril de 1999, 19:00 | Kashiwa Reysol              | 2:0 (1:0) | Albirex Niigata | Estadio Hitachi, Kashiwa                                      |                                                               |
|                            | Kitajima 10' · Hasegawa 72' | Reporte   |                 | Asistencia: 4.123 espectadores Árbitro(s): Toshimitsu Yoshida | Asistencia: 4.123 espectadores Árbitro(s): Toshimitsu Yoshida |

| 7 de abril de 1999, 19:03 | Sagan Tosu | 0:3 (0:3) | Cerezo Osaka                       | Estadio de Tosu, Tosu                                         |                                                               |
|                           |            | Reporte   | S.H. Hwang 14', 21' · Yokoyama 43' | Asistencia: 2.829 espectadores Árbitro(s): Yasuhiro Matsuzaki | Asistencia: 2.829 espectadores Árbitro(s): Yasuhiro Matsuzaki |

| 14 de abril de 1999, 19:00 | Cerezo Osaka                   | 2:0 (2:0) | Sagan Tosu | Estadio Nagai, Osaka                                         |                                                              |
|                            | S.H. Hwang 17' · Nishizawa 24' | Reporte   |            | Asistencia: 2.705 espectadores Árbitro(s): Shin'ichirō Obata | Asistencia: 2.705 espectadores Árbitro(s): Shin'ichirō Obata |

| 7 de abril de 1999, 19:04 | Montedio Yamagata | 0:5 (0:1) | Kyoto Purple Sanga                                                | Estadio de Yamagata, Yamagata                             |                                                           |
|                           |                   | Reporte   | Atsuta 44' · Paulo Silas 69', 83' · Matsunaga 80' · Fujiyoshi 88' | Asistencia: 3.853 espectadores Árbitro(s): Kazuhisa Osada | Asistencia: 3.853 espectadores Árbitro(s): Kazuhisa Osada |

| 14 de abril de 1999, 19:02 | Kyoto Purple Sanga                                           | 4:1 (2:1) | Montedio Yamagata | Estadio Nishikyogoku, Kioto                               |                                                           |
|                            | Kawakatsu 3' · Morioka 44' · Paulo Silas 75' · Fujiyoshi 89' | Reporte   | Mashimo 27'       | Asistencia: 2.576 espectadores Árbitro(s): Kazuo Kakihana | Asistencia: 2.576 espectadores Árbitro(s): Kazuo Kakihana |

| 7 de abril de 1999, 19:00 | Ventforet Kofu | 0:2 (0:2) | Verdy Kawasaki             | Estadio Yamanashi Chuo Bank, Kōfu                          |                                                            |
|                           |                | Reporte   | Kitazawa 1' · Jefferson 8' | Asistencia: 5.785 espectadores Árbitro(s): Noboru Ishiyama | Asistencia: 5.785 espectadores Árbitro(s): Noboru Ishiyama |

| 14 de abril de 1999, 19:03 | Verdy Kawasaki | 1:1 (0:1) | Ventforet Kofu | Estadio Atlético Todoroki, Kawasaki                       |                                                           |
|                            | Takagi 62'     | Reporte   | Horii 11'      | Asistencia: 2.554 espectadores Árbitro(s): Hiroshi Tanabe | Asistencia: 2.554 espectadores Árbitro(s): Hiroshi Tanabe |

| 7 de abril de 1999, 19:00 | F.C. Tokyo    | 1:1 (1:0) | Vissel Kobe  | Estadio de Fútbol de Nishigaoka, Tokio                     |                                                            |
|                           | Kobayashi 37' | Reporte   | Tsuchiya 65' | Asistencia: 1.908 espectadores Árbitro(s): Masayoshi Okada | Asistencia: 1.908 espectadores Árbitro(s): Masayoshi Okada |

| 14 de abril de 1999, 19:00 | Vissel Kobe | 1:2 (1:1, 1:0) (t. s.) | F.C. Tokyo               | Estadio Conmemorativo de la Universiada, Kōbe              |                                                            |
|                            | Nunobe 4'   | Reporte                | Sandro 88' · Amaral 102' | Asistencia: 1.828 espectadores Árbitro(s): Hiroyuki Ōnishi | Asistencia: 1.828 espectadores Árbitro(s): Hiroyuki Ōnishi |

| 7 de abril de 1999, 19:03 | Omiya Ardija | 1:1 (1:0) | Yokohama F. Marinos | Estadio Ōmiya, Saitama                                 |                                                        |
|                           | Kosaka 28'   | Reporte   | Jō 64'              | Asistencia: 3.693 espectadores Árbitro(s): Kiyoshi Ōta | Asistencia: 3.693 espectadores Árbitro(s): Kiyoshi Ōta |

| 14 de abril de 1999, 19:02 | Yokohama F. Marinos           | 3:0 (1:0) | Omiya Ardija | Estadio Mitsuzawa, Yokohama                                 |                                                             |
|                            | Nagai 21', 57' · Murakami 89' | Reporte   |              | Asistencia: 5.150 espectadores Árbitro(s): Hiroyuki Umemoto | Asistencia: 5.150 espectadores Árbitro(s): Hiroyuki Umemoto |

| 7 de abril de 1999, 19:00 | Vegalta Sendai | 1:2 (1:0) | Sanfrecce Hiroshima     | Estadio de Sendai, Sendai                                |                                                          |
|                           | Nakajima 23'   | Reporte   | Kubo 54' · Moriyasu 80' | Asistencia: 3.674 espectadores Árbitro(s): Tōru Kamikawa | Asistencia: 3.674 espectadores Árbitro(s): Tōru Kamikawa |

| 14 de abril de 1999, 19:00 | Sanfrecce Hiroshima                                 | 4:1 (2:0) | Vegalta Sendai | Estadio del Gran Arco, Hiroshima                          |                                                           |
|                            | Fujimoto 25' · Sawada 28' · Uemura 46' · Vidmar 57' | Reporte   | Takata 71'     | Asistencia: 3.906 espectadores Árbitro(s): Yasuhiro Hemmi | Asistencia: 3.906 espectadores Árbitro(s): Yasuhiro Hemmi |

| 7 de abril de 1999, 19:00 | Kawasaki Frontale | 1:3 (0:2) | Gamba Osaka                                | Estadio Atlético Todoroki, Kawasaki                         |                                                             |
|                           | Tuto 81'          | Reporte   | Hashimoto 11' · Drobnjak 26' · Hiraoka 89' | Asistencia: 2.343 espectadores Árbitro(s): Keiichi Sunakawa | Asistencia: 2.343 espectadores Árbitro(s): Keiichi Sunakawa |

| 14 de abril de 1999, 19:00 | Gamba Osaka | 0:1 (0:1) | Kawasaki Frontale | Estadio de la Expo '70 de Osaka, Suita                         |                                                                |
|                            |             | Reporte   | Tinga 18'         | Asistencia: 2.291 espectadores Árbitro(s): Yoshitsugu Katayama | Asistencia: 2.291 espectadores Árbitro(s): Yoshitsugu Katayama |

| 7 de abril de 1999, 19:00 | Oita Trinita               | 2:1 (2:0) | Bellmare Hiratsuka | Estadio Atlético, Ōita                                    |                                                           |
|                           | Hiraoka 23' · Shiokawa 42' | Reporte   | Takada 81'         | Asistencia: 2.943 espectadores Árbitro(s): Leslie Mottram | Asistencia: 2.943 espectadores Árbitro(s): Leslie Mottram |

| 14 de abril de 1999, 19:00 | Bellmare Hiratsuka | 0:0     | Oita Trinita | Estadio Shonan BMW Hiratsuka, Hiratsuka                |                                                        |
|                            |                    | Reporte |              | Asistencia: 4.260 espectadores Árbitro(s): Tatsumi Ono | Asistencia: 4.260 espectadores Árbitro(s): Tatsumi Ono |

### Segunda ronda
| 12 de junio de 1999, 19:02 | Avispa Fukuoka | 1:1 (1:1) | Júbilo Iwata  | Estadio Atlético Hakatanomori, Fukuoka                    |                                                           |
|                            | Ueno 24'       | Reporte   | Fukunishi 40' | Asistencia: 15.133 espectadores Árbitro(s): Naotsugu Fuse | Asistencia: 15.133 espectadores Árbitro(s): Naotsugu Fuse |

| 19 de junio de 1999, 14:03 | Júbilo Iwata | 1:0 (1:0) | Avispa Fukuoka | Estadio Yamaha, Iwata                                     |                                                           |
|                            | Nakayama 37' | Reporte   |                | Asistencia: 14.007 espectadores Árbitro(s): Tōru Kamikawa | Asistencia: 14.007 espectadores Árbitro(s): Tōru Kamikawa |

| 12 de junio de 1999, 15:00 | Cerezo Osaka | 0:2 (0:1) | Kashiwa Reysol               | Estadio Nagai, Osaka                                      |                                                           |
|                            |              | Reporte   | Shimotaira 9' · Bentinho 79' | Asistencia: 3.683 espectadores Árbitro(s): Yasuhiro Hemmi | Asistencia: 3.683 espectadores Árbitro(s): Yasuhiro Hemmi |

| 19 de junio de 1999, 19:00 | Kashiwa Reysol | 1:2 (0:2, 0:1) (t. s.) | Cerezo Osaka                 | Estadio Hitachi, Kashiwa                                      |                                                               |
|                            | Hasegawa 93'   | Reporte                | Nishizawa 1' · Morishima 67' | Asistencia: 5.216 espectadores Árbitro(s): Toshimitsu Yoshida | Asistencia: 5.216 espectadores Árbitro(s): Toshimitsu Yoshida |

| 12 de junio de 1999, 19:00 | Kyoto Purple Sanga | 1:0 (0:0) | Shimizu S-Pulse | Estadio Nishikyogoku, Kioto                                   |                                                               |
|                            | Paulo Magino 82'   | Reporte   |                 | Asistencia: 4.147 espectadores Árbitro(s): Kazuhiko Matsumura | Asistencia: 4.147 espectadores Árbitro(s): Kazuhiko Matsumura |

| 19 de junio de 1999, 16:04 | Shimizu S-Pulse         | 2:0 (1:0, 1:0) (t. s.) | Kyoto Purple Sanga | Estadio Nihondaira, Shizuoka                           |                                                        |
|                            | Andō 30' · Hasegawa 90' | Reporte                |                    | Asistencia: 8.294 espectadores Árbitro(s): Kiyoshi Ōta | Asistencia: 8.294 espectadores Árbitro(s): Kiyoshi Ōta |

| 12 de junio de 1999, 14:05 | Verdy Kawasaki | 0:3 (0:1) | Nagoya Grampus Eight                           | Estadio Atlético de Iwate, Morioka                         |                                                            |
|                            |                | Reporte   | Alexandre Torres 44' · Lopes 49' · Okayama 82' | Asistencia: 11.152 espectadores Árbitro(s): Tetsuya Hamana | Asistencia: 11.152 espectadores Árbitro(s): Tetsuya Hamana |

| 19 de junio de 1999, 19:00 | Nagoya Grampus Eight                        | 4:2 (2:1) | Verdy Kawasaki               | Estadio Atlético Mizuho, Nagoya                            |                                                            |
|                            | Lopes 15' · Hirano 23' · Stojković 69', 88' | Reporte   | Jefferson 39' · Kurihara 64' | Asistencia: 7.244 espectadores Árbitro(s): Noboru Ishiyama | Asistencia: 7.244 espectadores Árbitro(s): Noboru Ishiyama |

| 12 de junio de 1999, 19:01 | F.C. Tokyo | 1:2 (1:0) | JEF United Ichihara      | Estadio de Fútbol de Nishigaoka, Tokio                       |                                                              |
|                            | Satō 38'   | Reporte   | Hayashi 62' · Takeda 69' | Asistencia: 4.130 espectadores Árbitro(s): Hisaharu Kitamura | Asistencia: 4.130 espectadores Árbitro(s): Hisaharu Kitamura |

| 19 de junio de 1999, 19:03 | JEF United Ichihara | 1:4 (0:2) | F.C. Tokyo                             | Estadio Playa Ichihara, Ichihara                              |                                                               |
|                            | Paulo Henrique 45'  | Reporte   | Amaral 7' · Satō 31' · Kagami 54', 86' | Asistencia: 2.676 espectadores Árbitro(s): Yasuhiro Matsuzaki | Asistencia: 2.676 espectadores Árbitro(s): Yasuhiro Matsuzaki |

| 12 de junio de 1999, 16:01 | Sanfrecce Hiroshima          | 2:3 (1:1) | Yokohama F. Marinos          | Estadio del Gran Arco, Hiroshima                          |                                                           |
|                            | Fujimoto 35' · Takahashi 59' | Reporte   | Válber 8' · Yoshida 54', 68' | Asistencia: 7.047 espectadores Árbitro(s): Hideaki Harada | Asistencia: 7.047 espectadores Árbitro(s): Hideaki Harada |

| 19 de junio de 1999, 19:02 | Yokohama F. Marinos | 1:0 (0:0) | Sanfrecce Hiroshima | Estadio Pikara, Marugame                                  |                                                           |
|                            | Ueno 72'            | Reporte   |                     | Asistencia: 7.183 espectadores Árbitro(s): Kazuo Kakihana | Asistencia: 7.183 espectadores Árbitro(s): Kazuo Kakihana |

| 12 de junio de 1999, 19:03 | Gamba Osaka | 1:1 (1:0) | Kashima Antlers | Estadio de la Expo '70 de Osaka, Suita                  |                                                         |
|                            | Kojima 1'   | Reporte   | Hasegawa 69'    | Asistencia: 3.755 espectadores Árbitro(s): Akio Okutani | Asistencia: 3.755 espectadores Árbitro(s): Akio Okutani |

| 19 de junio de 1999, 15:00 | Kashima Antlers | 1:0 (1:0) | Gamba Osaka | Estadio Akita Yabase, Akita                            |                                                        |
|                            | Hasegawa 44'    | Reporte   |             | Asistencia: 6.355 espectadores Árbitro(s): Tatsumi Ono | Asistencia: 6.355 espectadores Árbitro(s): Tatsumi Ono |

| 12 de junio de 1999, 18:00 | Oita Trinita | 1:0 (1:0) | Urawa Red Diamonds | Estadio Atlético, Ōita                                    |                                                           |
|                            | Shiokawa 42' | Reporte   |                    | Asistencia: 7.941 espectadores Árbitro(s): Hiroshi Tanabe | Asistencia: 7.941 espectadores Árbitro(s): Hiroshi Tanabe |

| 19 de junio de 1999, 18:33 | Urawa Red Diamonds                    | 3:1 (1:0) | Oita Trinita | Estadio Urawa Komaba, Saitama                               |                                                             |
|                            | Nagai 29' · Yamada 57' · Fukunaga 86' | Reporte   | Jinno 73'    | Asistencia: 15.439 espectadores Árbitro(s): Masayoshi Okada | Asistencia: 15.439 espectadores Árbitro(s): Masayoshi Okada |

### Cuartos de final
| 20 de julio de 1999, 19:03 | Kashiwa Reysol | 1:1 (0:0) | Júbilo Iwata | Estadio Hitachi, Kashiwa                                  |                                                           |
|                            | M.B. Hong 89'  | Reporte   | Fujita 47'   | Asistencia: 9.011 espectadores Árbitro(s): Hideaki Harada | Asistencia: 9.011 espectadores Árbitro(s): Hideaki Harada |

| 24 de julio de 1999, 19:03 | Júbilo Iwata | 0:2 (0:0) | Kashiwa Reysol              | Estadio Kagoshima Kamoike, Kagoshima                      |                                                           |
|                            |              | Reporte   | Bentinho 69' · Hirayama 81' | Asistencia: 8.104 espectadores Árbitro(s): Hiroshi Tanabe | Asistencia: 8.104 espectadores Árbitro(s): Hiroshi Tanabe |

| 20 de julio de 1999, 19:00 | Nagoya Grampus Eight        | 3:2 (0:2) | Shimizu S-Pulse          | Estadio Atlético Mizuho, Nagoya                               |                                                               |
|                            | Fukuda 68' · Lopes 85', 89' | Reporte   | Itō 33' · Sawanobori 44' | Asistencia: 7.314 espectadores Árbitro(s): Toshimitsu Yoshida | Asistencia: 7.314 espectadores Árbitro(s): Toshimitsu Yoshida |

| 24 de julio de 1999, 19:00 | Shimizu S-Pulse | 0:0     | Nagoya Grampus Eight | Estadio Nihondaira, Shizuoka                                 |                                                              |
|                            |                 | Reporte |                      | Asistencia: 10.214 espectadores Árbitro(s): Hiroyuki Umemoto | Asistencia: 10.214 espectadores Árbitro(s): Hiroyuki Umemoto |

| 20 de julio de 1999, 16:03 | Yokohama F. Marinos | 0:3 (0:3) | F.C. Tokyo                      | Estadio Internacional, Yokohama                              |                                                              |
|                            |                     | Reporte   | Kaburagi 1', 32' · Kobayashi 3' | Asistencia: 9.116 espectadores Árbitro(s): Hisaharu Kitamura | Asistencia: 9.116 espectadores Árbitro(s): Hisaharu Kitamura |

| 24 de julio de 1999, 19:00 | F.C. Tokyo | 0:2 (0:1) | Yokohama F. Marinos | Estadio Edogawa, Tokio                                   |                                                          |
|                            |            | Reporte   | Jō 21', 53'         | Asistencia: 5.208 espectadores Árbitro(s): Tōru Kamikawa | Asistencia: 5.208 espectadores Árbitro(s): Tōru Kamikawa |

| 20 de julio de 1999, 18:33 | Urawa Red Diamonds           | 2:0 (2:0) | Kashima Antlers | Estadio Urawa Komaba, Saitama                                |                                                              |
|                            | Begiristain 15' · Ōshiba 38' | Reporte   |                 | Asistencia: 15.444 espectadores Árbitro(s): Keiichi Sunakawa | Asistencia: 15.444 espectadores Árbitro(s): Keiichi Sunakawa |

| 24 de julio de 1999, 19:00 | Kashima Antlers                           | 3:0 (2:0, 0:0) (t. s.) | Urawa Red Diamonds | Estadio de Kashima, Kashima                             |                                                         |
|                            | Narahashi 70' · Sōma 82' · Yanagisawa 95' | Reporte                |                    | Asistencia: 13.667 espectadores Árbitro(s): Kiyoshi Ōta | Asistencia: 13.667 espectadores Árbitro(s): Kiyoshi Ōta |

### Semifinales
| 29 de septiembre de 1999, 19:02 | Nagoya Grampus Eight | 1:3 (1:2) | Kashiwa Reysol               | Estadio Atlético Mizuho, Nagoya                           |                                                           |
|                                 | Mochizuki 34'        | Reporte   | Kitajima 10' · Katō 32', 45' | Asistencia: 9.557 espectadores Árbitro(s): Ramesh Ramdhan | Asistencia: 9.557 espectadores Árbitro(s): Ramesh Ramdhan |

| 6 de octubre de 1999, 19:04 | Kashiwa Reysol | 1:2 (0:2, 0:2) (t. s.) | Nagoya Grampus Eight              | Estadio Hitachi, Kashiwa                                   |                                                            |
|                             | Watanabe 113'  | Reporte                | Hirano 20' · Alexandre Torres 37' | Asistencia: 7.260 espectadores Árbitro(s): Masayoshi Okada | Asistencia: 7.260 espectadores Árbitro(s): Masayoshi Okada |

| 29 de septiembre de 1999, 19:03 | Kashima Antlers            | 2:0 (1:0) | F.C. Tokyo | Estadio de Kashima, Kashima                              |                                                          |
|                                 | Kumagai 26' · Bismarck 84' | Reporte   |            | Asistencia: 9.884 espectadores Árbitro(s): Tōru Kamikawa | Asistencia: 9.884 espectadores Árbitro(s): Tōru Kamikawa |

| 6 de octubre de 1999, 19:04 | F.C. Tokyo   | 1:1 (0:0) | Kashima Antlers | Estadio Nacional, Tokio                                    |                                                            |
|                             | Kaburagi 54' | Reporte   | Akita 81'       | Asistencia: 40.885 espectadores Árbitro(s): Leslie Mottram | Asistencia: 40.885 espectadores Árbitro(s): Leslie Mottram |

### Final
| 3 de noviembre de 1999, 14:00 | Kashiwa Reysol                                        | 2:2 (2:2, 1:0) (t. s.)(5:4 p.) | Kashima Antlers                                     | Estadio Nacional, Tokio                                      |                                                              |
|                               | Ōno 5' · Watanabe 89'                                 | Reporte                        | Bismarck 62' · Abe 64'                              | Asistencia: 35.238 espectadores Árbitro(s): Hiroyuki Umemoto | Asistencia: 35.238 espectadores Árbitro(s): Hiroyuki Umemoto |
|                               |                                                       | Tiros desde el punto penal     |                                                     |                                                              |                                                              |
|                               | Shimotaira · Katō · Kitajima · Sakai · Ōno · Hagimura |                                | Abe · Suzuki · Honda · Sōma · Narahashi · Ogasawara |                                                              |                                                              |

#### Detalles
| 22         | Guardameta     | Motohiro Yoshida    |     |
| 4          | Defensa        | Takeshi Watanabe    |     |
| 2          | Defensa        | Shigenori Hagimura  |     |
| 3          | Defensa        | Norihiro Satsukawa  |     |
| 12         | Centrocampista | Naoki Sakai         |     |
| 5          | Centrocampista | Takahiro Shimotaira |     |
| 8          | Centrocampista | Pavel Badea         | 97' |
| 24         | Centrocampista | Tomonori Hirayama   | 78' |
| 10         | Centrocampista | Harutaka Ōno        |     |
| 9          | Delantero      | Hideaki Kitajima    |     |
| 11         | Delantero      | Nozomu Katō         |     |
| Entrenador | Entrenador     | Akira Nishino       |     |

| 21         | Guardameta     | Daijirō Takakuwa   |      |
| 2          | Defensa        | Akira Narahashi    |      |
| 15         | Defensa        | Ichiei Muroi       |      |
| 20         | Defensa        | Ricardo            |      |
| 7          | Defensa        | Naoki Sōma         |      |
| 6          | Centrocampista | Yasuto Honda       |      |
| 18         | Centrocampista | Kōji Kumagai       | 45'  |
| 16         | Centrocampista | Toshiyuki Abe      |      |
| 10         | Centrocampista | Bismarck           |      |
| 13         | Delantero      | Atsushi Yanagisawa | 103' |
| 11         | Delantero      | Yoshiyuki Hasegawa | 23'  |
| Entrenador | Entrenador     | Zico               |      |

| 26 | Delantero      | Tarō Hasegawa      | 78' |
| 13 | Centrocampista | Mitsuteru Watanabe | 97' |

| 9  | Delantero      | Takayuki Suzuki  | 23'  |
| 27 | Centrocampista | Mitsuo Ogasawara | 45'  |
| 14 | Centrocampista | Tadatoshi Masuda | 103' |

| Anotado | 5'  | Harutaka Ōno     | 1-0 |
| Anotado | 89' | Takeshi Watanabe | 2-2 |

| Anotado | 62' | Bismarck      | 1-1 |
| Anotado | 64' | Toshiyuki Abe | 1-2 |

|                     |                  | 0:1 | Acierto de penal | Toshiyuki Abe    |
| Takahiro Shimotaira | Acierto de penal | 1:1 |                  |                  |
|                     |                  | 1:1 | Fallo de penal   | Takayuki Suzuki  |
| Nozomu Katō         | Acierto de penal | 2:1 |                  |                  |
|                     |                  | 2:2 | Acierto de penal | Yasuto Honda     |
| Hideaki Kitajima    | Acierto de penal | 3:2 |                  |                  |
|                     |                  | 3:3 | Acierto de penal | Naoki Sōma       |
| Naoki Sakai         | Acierto de penal | 4:3 |                  |                  |
|                     |                  | 4:4 | Acierto de penal | Akira Narahashi  |
| Harutaka Ōno        | Fallo de penal   | 4:4 |                  |                  |
|                     |                  | 4:4 | Fallo de penal   | Mitsuo Ogasawara |
| Shigenori Hagimura  | Acierto de penal | 5:4 |                  |                  |

| Amonestado | 44'  | Shigenori Hagimura |
| Amonestado | 72'  | Pavel Badea        |
| Amonestado | 82'  | Hideaki Kitajima   |
| Amonestado | 111' | Tarō Hasegawa      |

| Amonestado | 21' | Bismarck |

| Otorgado · Expulsado | 87' | Bismarck |

| Árbitro             | Hiroyuki Umemoto    |
| Árbitros asistentes | Yoshikazu Hiroshima |
| Árbitros asistentes | Masatoshi Shibata   |
| Cuarto árbitro      | Hisaharu Kitamura   |

| 22         | Guardameta     | Motohiro Yoshida    |     |
| 4          | Defensa        | Takeshi Watanabe    |     |
| 2          | Defensa        | Shigenori Hagimura  |     |
| 3          | Defensa        | Norihiro Satsukawa  |     |
| 12         | Centrocampista | Naoki Sakai         |     |
| 5          | Centrocampista | Takahiro Shimotaira |     |
| 8          | Centrocampista | Pavel Badea         | 97' |
| 24         | Centrocampista | Tomonori Hirayama   | 78' |
| 10         | Centrocampista | Harutaka Ōno        |     |
| 9          | Delantero      | Hideaki Kitajima    |     |
| 11         | Delantero      | Nozomu Katō         |     |
| Entrenador | Entrenador     | Akira Nishino       |     |

| 21         | Guardameta     | Daijirō Takakuwa   |      |
| 2          | Defensa        | Akira Narahashi    |      |
| 15         | Defensa        | Ichiei Muroi       |      |
| 20         | Defensa        | Ricardo            |      |
| 7          | Defensa        | Naoki Sōma         |      |
| 6          | Centrocampista | Yasuto Honda       |      |
| 18         | Centrocampista | Kōji Kumagai       | 45'  |
| 16         | Centrocampista | Toshiyuki Abe      |      |
| 10         | Centrocampista | Bismarck           |      |
| 13         | Delantero      | Atsushi Yanagisawa | 103' |
| 11         | Delantero      | Yoshiyuki Hasegawa | 23'  |
| Entrenador | Entrenador     | Zico               |      |

| 26 | Delantero      | Tarō Hasegawa      | 78' |
| 13 | Centrocampista | Mitsuteru Watanabe | 97' |

| 9  | Delantero      | Takayuki Suzuki  | 23'  |
| 27 | Centrocampista | Mitsuo Ogasawara | 45'  |
| 14 | Centrocampista | Tadatoshi Masuda | 103' |

| Anotado | 5'  | Harutaka Ōno     | 1-0 |
| Anotado | 89' | Takeshi Watanabe | 2-2 |

| Anotado | 62' | Bismarck      | 1-1 |
| Anotado | 64' | Toshiyuki Abe | 1-2 |

|                     |                  | 0:1 | Acierto de penal | Toshiyuki Abe    |
| Takahiro Shimotaira | Acierto de penal | 1:1 |                  |                  |
|                     |                  | 1:1 | Fallo de penal   | Takayuki Suzuki  |
| Nozomu Katō         | Acierto de penal | 2:1 |                  |                  |
|                     |                  | 2:2 | Acierto de penal | Yasuto Honda     |
| Hideaki Kitajima    | Acierto de penal | 3:2 |                  |                  |
|                     |                  | 3:3 | Acierto de penal | Naoki Sōma       |
| Naoki Sakai         | Acierto de penal | 4:3 |                  |                  |
|                     |                  | 4:4 | Acierto de penal | Akira Narahashi  |
| Harutaka Ōno        | Fallo de penal   | 4:4 |                  |                  |
|                     |                  | 4:4 | Fallo de penal   | Mitsuo Ogasawara |
| Shigenori Hagimura  | Acierto de penal | 5:4 |                  |                  |

| Amonestado | 44'  | Shigenori Hagimura |
| Amonestado | 72'  | Pavel Badea        |
| Amonestado | 82'  | Hideaki Kitajima   |
| Amonestado | 111' | Tarō Hasegawa      |

| Amonestado | 21' | Bismarck |

| Otorgado · Expulsado | 87' | Bismarck |

| Árbitro             | Hiroyuki Umemoto    |
| Árbitros asistentes | Yoshikazu Hiroshima |
| Árbitros asistentes | Masatoshi Shibata   |
| Cuarto árbitro      | Hisaharu Kitamura   |

|                                    |
| Bandera de Prefectura de Chiba     |
| Campeón Kashiwa Reysol 1.er título |

## Estadísticas

### Goleadores
| Jugador                                  | Club                 | Goles | PJ |
| ---------------------------------------- | -------------------- | ----- | -- |
| Wagner Lopes                             | Nagoya Grampus Eight | 4     | 6  |
| Tōru Kaburagi                            | F.C. Tokyo           | 3     | 6  |
| Shōji Jō                                 | Yokohama F. Marinos  | 3     | 6  |
| Paulo Silas                              | Kyoto Purple Sanga   | 3     | 4  |
| Hwang Sun-hong                           | Cerezo Osaka         | 3     | 2  |
| Bismarck                                 | Kashima Antlers      | 2     | 5  |
| Yoshiyuki Hasegawa                       | Kashima Antlers      | 2     | 7  |
| Última actualización: 6 de junio de 2017 |                      |       |    |

### Mejor Jugador
| Jugador          | Club           |
| ---------------- | -------------- |
| Takeshi Watanabe | Kashiwa Reysol |

### Premio Nuevo Héroe
El Premio Nuevo Héroe es entregado al mejor jugador del torneo menor de 23 años.
| Jugador       | Club       |
| ------------- | ---------- |
| Yukihiko Satō | F.C. Tokyo |